# ترویز
ترویز (به انگلیسی: Trois) یک فیلم سینمایی آمریکایی هیجان‌انگیز شهوانی محصول سال ۲۰۰۰ میلادی به کارگردانی راب هاردی و تهیه‌کنندگی ویلیام پاکر است. بازیگران اصلی این فیلم گری دوردان، کنیا مور و گرتچن پالمر هستند. به این فیلم یک اکران محدود داده شد و یکی از برترین فیلم‌های سیاه‌پوستان آمریکا و همچنین یکی از پنجاه فیلم برتر مستقل بزرگ آن سال بود. این فیلم دو دنباله بنام ترویز ۲: جعبه پاندورا (۲۰۰۲) و ترویز: اسکورت (۲۰۰۴) دارد.